# كلاوس جايجر
كلاوس جيجر (بالألمانية: Klaus Geiger ) (و. 1921 – 2013 م) هو فيزيائي من ألمانيا . ولد في برلين.
توفي في أوتاوا ، عن عمر يناهز 92 عاماً.